# Valentin Varlamov
Valentin Stěpanovič Varlamov (15, srpna 1934 – 2. října 1980) byl sovětský stíhací pilot, který byl v roce 1960 vybrán mezi dvacet prvních sovětských kosmonautů. Po vyřazení z přípravy na kosmonauta ze zdravotních důvodů působil jako instruktor kosmonautů v Moskvě.

## Raný život a vzdělání
Narodil se ve městě Suchaja Těreška v Penzenské oblasti.  Po druhé světové válce se rodina přestěhovala do Kyrgyzstánu, kde Varlamov pokračoval ve školní docházce. Mezi jeho spolužáky patřil další z budoucích členů prvního oddílu kosmonautů, téměř o rok starší Mars Rafikov. Jeho rodina se znovu přestěhovala do Orenburské oblasti, kde dokončil střední školu.
Varlamov navštěvoval leteckou školu v západní Sibiři, následovala vyšší pilotní škola, kde v roce 1955 promoval jako pilot a získal hodnost poručíka.
V roce 1956 spolužil jako pilot u města Orel, kde se stal šéfpilotem pluku a získal hodnost nadporučíka.

## Oddíl kosmonautů
V dubnu 1960 ve věku 25 let byl vybrán jako jeden ze členů první sovětské skupiny kosmonautů.  Ještě v dubnu 1960 začal trénovat s Marsem Rafikovem a Anatolijem Kartašovem jako pilot třetí třídy. Varlamov ukázal velký potenciál, byl fyzicky v pořádku a velmi inteligentní. Po ukončení základního výcviku na simulátorech Vostoku byl vybrán do šestičlenné skupiny pro zrychlený trénink, další v týmu byli Jurij Gagarin, German Titov, Andrijan Nikolajev, Pavel Popovič a Anatolij Kartašov, tato skupina byla známa také jako šestka ze Soči.  Z této šestice se měl vybrat kandidát pro první let do vesmíru.
Současně byl Varlamov povýšen na kapitána. Při dovolené s ostatními kosmonauty v červnu 1960 ale utrpěl při skoku do mělké vody zranění krku. Zatímco se zotavoval ze zranění posunutého obratle, lékaři u něj našli další anomálie ve stavbě kostí, a proto byl ze zdravotních důvodů vyloučen z přípravy kosmonautů. Na jeho místo v první šestici nastoupil Valerij Bykovskij.

## Instruktor
Po odchodu z oddílu kosmonautů se nevrátil k původní práci, ale vzhledem k dobrým vztahům s ostatními kandidáty zůstal a do letu Gagarina v dubnu 1961 působil v administrativě.  V roce 1963 se stal instruktorem specializujícím se na astronavigaci, v této práci pokračoval až do roku 1966, kdy opustil kosmický výzkum. V roce 1964 byl povýšen na majora a v roce 1968 na podplukovníka.
Zemřel v roce 1980 na následky nehody.